# وانغ فينغ
وانغ فينغ (بالصينية: 王鳳) هي راكبة الكنو صينية، ولدت في 14 نوفمبر 1985 في ياان في الصين.

## وصلات خارجية
- وانغ فينغ على موقع أوليمبيديا (الإنجليزية)
- وانغ فينغ على موقع اللجنة الأولمبية الصينية (الإنجليزية)